# 邱奕寰
邱奕寰（英語：Chiu I-Huan，1990年3月15日—）臺灣臺北市人，台灣退役男子足球運動員，主司司職前鋒，生涯長期效力於城市足球聯賽、台灣企業甲級足球聯賽台電足球隊。

## 生平
邱奕寰為臺灣臺北市人，國中時期就讀於臺北市北投區石牌國中，高中時期就讀臺北市的泰北高中，大學時期就讀於銘傳大學觀光系，為該校足球校隊的一員，在大學時期，邱奕寰代表銘傳大學出戰大專足球聯賽（UFA）以及全國城市聯賽，並曾在2010年以及2011年大專足球聯賽同樣對上台北科技大學足球校隊時皆取得關鍵進球而使得銘傳大學取得勝利。2012年更隨銘傳大學獲得該年度大專足球聯賽的季軍，而他本人也獲得銀靴獎。全國城市聯賽部分，2011年全國城市足球聯賽中，邱奕寰代表銘傳飛馳出戰當時國訓隊時梅開二度，最終以3:2逆轉取得勝利。
2012年，邱奕寰自銘傳大學畢業。

## 職業生涯

### 俱樂部
邱奕寰自銘傳大學畢業後，曾短暫受到全國城市足球聯賽擁有南霸天稱號的台電足球隊約聘加入該球隊，爾後由於兵役問題，因此以體育替代役男的身分加入台灣國訓足球隊服役。
2014年自國訓結束役期後，再次加入台電足球隊，並曾在2014年全國城市足球聯賽中，代表台電足球隊對上其大學母校的銘傳大學飛馳足球隊時上演該賽季城市聯賽的首次進球帽子戲法，並終場以5:1幫助台電足球隊大勝銘傳飛馳足球隊。同時也於當年隨台電足球隊獲得城市足球聯賽冠軍，邱奕寰則獲得金靴獎的榮譽。
2022年，邱奕寰在2022年台灣企業甲級足球聯賽第二循環最後一輪賽事結束之後與隊友詹哲淵一同退役。

### 國家隊
邱奕寰曾在2011年時入選過中華臺北U23國家代表隊。而首次入選中華臺北男子足球代表隊是在2011年，由當時帶領中華臺北國家代表隊的韓國籍總教練李泰昊看上邱奕寰，徵召其加入，後來中華台北在2011年龍騰盃國際足球邀請賽對上澳門足球代表隊的比賽中以3:1取得勝利，其中一球便是由邱奕寰以頭槌方式破門，其餘兩球也皆是由邱奕寰發動攻勢而取得進球。
在2013年亞足聯亞洲挑戰盃A組資格賽中，邱奕寰為當時中華臺北國家代表隊最重要的攻擊要角。
2015年11月初，邱奕寰入選中華臺北五人制足球代表隊名單中隨隊前往蒙古國烏蘭巴托2016年亞足聯五人制足球錦標賽資格賽，並最終獲得東亞區小組第二名晉級在烏茲別克舉辦的2016年亞足聯五人制足球錦標賽會內賽。

## 國家隊生涯統計

### 國家隊代表次數
| 中華台北                 | 中華台北 | 中華台北 | 中華台北 |
| 年度                     | 出賽     | 進球     | 參考     |
| ------------------------ | -------- | -------- | -------- |
| 2011                     | 2        | 1        | [ 1 ]    |
| 2013                     | 3        | 0        | [ 1 ]    |
| 2014                     | 3        | 0        | [ 1 ]    |
| 總計                     | 8        | 1        | [ 1 ]    |
| 最後更新於2015年11月29日 |          |          | [ 1 ]    |

### 國家隊進球次數
| 時間          | 位置                  | 主隊     | 比分 | 客隊 | 賽事         | 進球 | 累計進球 |
| ------------- | --------------------- | -------- | ---- | ---- | ------------ | ---- | -------- |
| 2011年9月30日 | 中華民國（臺灣） 高雄 | 中華臺北 | 1:0  | 澳門 | 2011年龍騰盃 | 1    | 1        |

## 個人榮譽

### 俱樂部
2014年全國城市足球聯賽 冠軍 - 台電足球隊

### 個人
金靴獎（2014年全國城市足球聯賽 - 台電足球隊）

## 資料來源
1. 1 2  . Soccerway.   [2015-11-29]. （原始内容存档于2016-03-07） （英语）.
2. 1 2 3 4 5 6  . 中華民國足球協會. 2012-07-12  [2015-11-29]. （原始内容存档于2015-12-08） （英语）.
3. ↑  . 大專學生運動網. 2010-12-10  [2015-11-29]. （原始内容存档于2015-12-08） （中文（臺灣））.
4. ↑  . NOWnews. 2011-03-24  [2015-11-29]. （原始内容存档于2015-12-08） （中文（臺灣））.
5. ↑  . 大專學生運動網. 2012-03-17  [2015-11-29]. （原始内容存档于2015-12-08） （中文（臺灣））.
6. ↑  . 東森新聞雲. 2011-11-29  [2015-11-29]. （原始内容存档于2015-12-08） （中文（臺灣））.
7. ↑  . 中華民國足球協會. 2014-06-12  [2015-11-29]. （原始内容存档于2016-04-21） （中文（臺灣））.
8. 1 2  . 中華民國足球協會. 2014-12-03  [2015-10-30]. （原始内容存档于2016年4月21日） （英语）.
9. 1 2  . 蘋果足球. 2014-12-14  [2015-11-29]. （原始内容存档于2016-03-04） （英语）.
10. ↑  路皓惟. . 競球網. 2022-08-28  [2023-01-12]. （原始内容存档于2023-01-12）.
11. 1 2  李弘斌. . 中國時報. 2013-03-01  [2015-11-29]. （原始内容存档于2016-03-05） （中文（臺灣））.
12. ↑  李弘斌. . 中國時報. 2011-10-02  [2015-11-29]. （原始内容存档于2016-03-05） （中文（臺灣））.
13. ↑  魏立信. . 東森新聞雲. 2015-11-15  [2015-11-29]. （原始内容存档于2015-12-08） （中文（臺灣））.